# 5208 Royer
5208 Royer (1989 CH1) là một tiểu hành tinh vành đai chính được phát hiện ngày 6 tháng 2 năm 1989 bởi E. F. Helin ở Palomar.